# Superliga de Kosovo 2013-14
La Superliga de Kosovo 2013-14 (Raiffeisen Superliga e Futbollit të Kosovës) fue la 15.ª edición del campeonato de fútbol de primer nivel en Kosovo y la séptima tras la declaración de la independencia. La temporada comenzó el 23 de agosto de 2013 y finalizó en 31 de mayo de 2014. El campeón fue el Llamkos Kosova.

## Sistema de competición
Un total de 12 equipos participaron entre sí todos contra todos 3 veces, totalizando 33 fechas. Al final de la temporada el primer clasificado se proclamó campeón. por otro lado el último clasificado descendió a la Liga e Parë, mientras que el noveno y décimo clasificado jugaron un play off por la permanencia contra el tercero y cuarto de la Liga e Parë 2013-14.

## Equipos participantes
| Club            | Ciudad       |
| --------------- | ------------ |
| Besa Pejë       | Peć          |
| Drenica         | Skenderaj    |
| Drita           | Gjilan       |
| Ferizaj         | Ferizaj      |
| Feronikeli      | Glogovac     |
| Fushë Kosova    | Kosovo Polje |
| Hajvalia        | Pristina     |
| Hysi            | Podujevo     |
| Kosova Vushtrri | Vučitrn      |
| Prishtina       | Pristina     |
| Trepça          | Mitrovica    |
| Trepça'89       | Mitrovica    |

## Tabla de posiciones
Actualizada al final del torneo
| Pos. | Equipo          | PJ | PG | PE | PP | GF | GC | Dif | Pts |
| ---- | --------------- | -- | -- | -- | -- | -- | -- | --- | --- |
| 1.   | Llamkos Kosova  | 33 | 19 | 7  | 7  | 48 | 22 | +26 | 64  |
| 2.   | KF Prishtina    | 33 | 17 | 6  | 10 | 39 | 26 | +13 | 57  |
| 3.   | KF Trepça’89    | 33 | 16 | 5  | 12 | 45 | 31 | +14 | 53  |
| 4.   | KF Ferizaj      | 33 | 15 | 6  | 12 | 43 | 35 | +8  | 51  |
| 5.   | KF Besa         | 33 | 15 | 4  | 14 | 37 | 36 | +1  | 49  |
| 6.   | KF Hajvalia     | 33 | 13 | 8  | 12 | 40 | 32 | +8  | 47  |
| 7.   | KF Drita        | 33 | 12 | 11 | 10 | 43 | 37 | +6  | 47  |
| 8.   | KF Drenica      | 33 | 12 | 9  | 12 | 45 | 42 | +3  | 45  |
| 9.   | KF Feronikeli   | 33 | 10 | 11 | 12 | 28 | 33 | −5  | 41  |
| 10.  | KF Trepça       | 33 | 9  | 9  | 15 | 25 | 32 | −7  | 36  |
| 11.  | KF Fushë Kosova | 33 | 8  | 8  | 17 | 29 | 49 | −20 | 32  |
| 12.  | KF Hysi         | 33 | 8  | 4  | 21 | 21 | 68 | −47 | 28  |

|  | Campeón de Kosovo         |
|  | Play-offs de descenso     |
|  | Descenso a la Liga e Parë |
|  | Expulsado de la liga      |

### Play-offs de descenso
| Equipo 1   | Resultado | Equipo 2 |
| ---------- | --------- | -------- |
| Feronikeli | 1-1*      | Gjilani  |
| Trepça     | 2-1       | Llapi    |

* Feronikeli gana por penales tras el tiempo extra y permanece en la categoría.